# Niilo Halonen
Niilo Halonen, finski smučarski skakalec, * 25. december 1940, Kouvola, Finska, † 17. avgust 2025.
Halonen je nastopil na dveh zimskih olimpijskih igrah, v letih 1960 v Squaw Valleyu, kjer je osvojil naslov olimpijskega podprvaka na veliki skakalnici, in 1964 v Innsbrucku, kjer je bil štirinajsti tako na srednji kot tudi veliki skakalnici. Na Svetovnem prvenstvu 1962 v Zakopanah je osvojil bronasto medaljo na veliki skakalnici.